# Grand Prix Formule 1 van België 2025
De Grand Prix Formule 1 van België 2025 werd verreden op 27 juli op het Circuit de Spa-Francorchamps in Stavelot. Het was de dertiende race van het seizoen.
De Grand Prix van België was de derde van zes GP-weekeinden dit jaar waarin een "Sprint" gehouden werd.
Een "sprint" is bijna hetzelfde als een normale race, met als groot verschil dat de wedstrijd minder lang duurt. De afstand van de sprintrace bedraagt circa 100 kilometer, de wedstrijd is daardoor van korte duur (ongeveer 30 minuten).
Het Grand Prix-weekeinde begint op vrijdag met de eerste vrije training van zestig minuten, daarna volgt de sprintkwalificatie die de startopstelling van de "sprint" bepaalt. 
Op zaterdag wordt de "sprint" gereden. Daarna volgt de kwalificatie die de startopstelling (inclusief mogelijke gridstraffen) bepaalt van de hoofdrace op zondag en tevens bepaalt welke coureur de term "poleposition" toegekend krijgt.
Op zondag wordt de hoofdrace gereden over een "normale" Grand Prix afstand (circa 300 kilometer) en de teams hebben een vrije bandenkeuze.

## Vrije training
- Enkel de top vijf wordt weergegeven.

| Pos. | Nr. | Coureur         | Constructeur               | Tijd     |
| ---- | --- | --------------- | -------------------------- | -------- |
| 1    | 81  | Oscar Piastri   | McLaren-Mercedes           | 1:42.022 |
| 2    | 1   | Max Verstappen  | Red Bull Racing-Honda RBPT | 1:42.426 |
| 3    | 4   | Lando Norris    | McLaren-Mercedes           | 1:42.526 |
| 4    | 63  | George Russell  | Mercedes                   | 1:42.598 |
| 5    | 16  | Charles Leclerc | Ferrari                    | 1:42.928 |

## Sprintkwalificatie
| Pos.                    | Nr. | Coureur           | Constructeur               | Kwalificatietijden | Kwalificatietijden | Kwalificatietijden | Grid   |
| Pos.                    | Nr. | Coureur           | Constructeur               | SQ1                | SQ2                | SQ3                | Grid   |
| ----------------------- | --- | ----------------- | -------------------------- | ------------------ | ------------------ | ------------------ | ------ |
| 1                       | 81  | Oscar Piastri     | McLaren-Mercedes           | 1:41.769           | 1:42.128           | 1:40.510           | 1      |
| 2                       | 1   | Max Verstappen    | Red Bull Racing-Honda RBPT | 1:42.043           | 1:41.583           | 1:40.987           | 2      |
| 3                       | 4   | Lando Norris      | McLaren-Mercedes           | 1:42.068           | 1:41.412           | 1:41.128           | 3      |
| 4                       | 16  | Charles Leclerc   | Ferrari                    | 1:42.763           | 1:41.786           | 1:41.278           | 4      |
| 5                       | 31  | Esteban Ocon      | Haas-Ferrari               | 1:42.822           | 1:41.801           | 1:41.565           | 5      |
| 6                       | 55  | Carlos Sainz jr.  | Williams-Mercedes          | 1:42.776           | 1:42.051           | 1:41.761           | 6      |
| 7                       | 87  | Oliver Bearman    | Haas-Ferrari               | 1:43.024           | 1:42.019           | 1:41.857           | 7      |
| 8                       | 10  | Pierre Gasly      | Alpine-Renault             | 1:43.171           | 1:41.949           | 1:41.959           | 8      |
| 9                       | 6   | Isack Hadjar      | Racing Bulls-Honda RBPT    | 1:42.711           | 1:42.088           | 1:41.971           | 9      |
| 10                      | 5   | Gabriel Bortoleto | Kick Sauber-Ferrari        | 1:42.806           | 1:41.901           | 1:42.176           | 10     |
| 11                      | 30  | Liam Lawson       | Racing Bulls-Honda RBPT    | 1:42.897           | 1:42.169           |                    | 11     |
| 12                      | 22  | Yuki Tsunoda      | Red Bull Racing-Honda RBPT | 1:42.912           | 1:42.184           |                    | 12     |
| 13                      | 63  | George Russell    | Mercedes                   | 1:42.650           | 1:42.330           |                    | 13     |
| 14                      | 14  | Fernando Alonso   | Aston Martin-Mercedes      | 1:42.427           | 1:42.453           |                    | 14     |
| 15                      | 18  | Lance Stroll      | Aston Martin-Mercedes      | 1:42.736           | 1:42.832           |                    | 15     |
| 16                      | 23  | Alexander Albon   | Williams-Mercedes          | 1:43.212           |                    |                    | 16     |
| 17                      | 27  | Nico Hülkenberg   | Kick Sauber-Ferrari        | 1:43.217           |                    |                    | 17     |
| 18                      | 44  | Lewis Hamilton    | Ferrari                    | 1:43.408           |                    |                    | 18     |
| 19                      | 43  | Franco Colapinto  | Alpine-Renault             | 1:43.587           |                    |                    | Pit *1 |
| 20                      | 12  | Kimi Antonelli    | Mercedes                   | 1:45.394           |                    |                    | 19     |
| SQ1 107% tijd: 1:48.892 |     |                   |                            |                    |                    |                    |        |
| Bron: formula1.com      |     |                   |                            |                    |                    |                    |        |

*1 Franco Colapinto moest vanuit de pit starten omdat er aan zijn wagen is gewerkt onder Parc fermé condities.

## Sprint
Max Verstappen won voor de twaalfde keer in zijn carrière een sprint.
| Pos.               | Nr. | Coureur           | Constructeur               | Rondes | Tijd / Oorzaak Uitval | Grid | Punten |
| ------------------ | --- | ----------------- | -------------------------- | ------ | --------------------- | ---- | ------ |
| 1                  | 1   | Max Verstappen    | Red Bull Racing-Honda RBPT | 15     | 26:37.997             | 2    | 8      |
| 2                  | 81  | Oscar Piastri     | McLaren-Mercedes           | 15     | +0.753                | 1    | 7      |
| 3                  | 4   | Lando Norris      | McLaren-Mercedes           | 15     | +1.414                | 3    | 6S     |
| 4                  | 16  | Charles Leclerc   | Ferrari                    | 15     | +10.176               | 4    | 5      |
| 5                  | 31  | Esteban Ocon      | Haas-Ferrari               | 15     | +13.789               | 5    | 4      |
| 6                  | 55  | Carlos Sainz jr.  | Williams-Mercedes          | 15     | +14.964               | 6    | 3      |
| 7                  | 87  | Oliver Bearman    | Haas-Ferrari               | 15     | +18.610               | 7    | 2      |
| 8                  | 6   | Isack Hadjar      | Racing Bulls-Honda RBPT    | 15     | +19.119               | 9    | 1      |
| 9                  | 5   | Gabriel Bortoleto | Kick Sauber-Ferrari        | 15     | +22.183               | 10   |        |
| 10                 | 30  | Liam Lawson       | Racing Bulls-Honda RBPT    | 15     | +22.897               | 11   |        |
| 11                 | 22  | Yuki Tsunoda      | Red Bull Racing-Honda RBPT | 15     | +24.551               | 12   |        |
| 12                 | 63  | George Russell    | Mercedes                   | 15     | +25.969               | 13   |        |
| 13                 | 18  | Lance Stroll      | Aston Martin-Mercedes      | 15     | +26.595               | 15   |        |
| 14                 | 14  | Fernando Alonso   | Aston Martin-Mercedes      | 15     | +29.046               | 14   |        |
| 15                 | 44  | Lewis Hamilton    | Ferrari                    | 15     | +30.175               | 18   |        |
| 16                 | 23  | Alexander Albon   | Williams-Mercedes          | 15     | +30.941               | 16   |        |
| 17                 | 12  | Kimi Antonelli    | Mercedes                   | 15     | +31.981               | 19   |        |
| 18                 | 27  | Nico Hülkenberg   | Kick Sauber-Ferrari        | 15     | +32.867               | 17   |        |
| 19                 | 43  | Franco Colapinto  | Alpine-Renault             | 15     | +38.072               | Pit  |        |
| DNF                | 10  | Pierre Gasly      | Alpine-Renault             | 12     | Waterlek              | Pit  |        |
| Bron: formula1.com |     |                   |                            |        |                       |      |        |

S Lando Norris reed in ronde 6 de snelste ronde in 1:45.914.

## Kwalificatie
Lando Norris behaalde de dertiende pole position in zijn carrière.
| Pos.                   | Nr. | Coureur           | Constructeur               | Kwalificatietijden | Kwalificatietijden | Kwalificatietijden | Grid   |
| Pos.                   | Nr. | Coureur           | Constructeur               | Q1                 | Q2                 | Q3                 | Grid   |
| ---------------------- | --- | ----------------- | -------------------------- | ------------------ | ------------------ | ------------------ | ------ |
| 1                      | 4   | Lando Norris      | McLaren-Mercedes           | 1:41.010           | 1:40.715           | 1:40.562           | 1      |
| 2                      | 81  | Oscar Piastri     | McLaren-Mercedes           | 1:41.201           | 1:40.626           | 1:40.647           | 2      |
| 3                      | 16  | Charles Leclerc   | Ferrari                    | 1:41.635           | 1:41.084           | 1:40.900           | 3      |
| 4                      | 1   | Max Verstappen    | Red Bull Racing-Honda RBPT | 1:41.334           | 1:40.951           | 1:40.903           | 4      |
| 5                      | 23  | Alexander Albon   | Williams-Mercedes          | 1:41.772           | 1:41.505           | 1:41.201           | 5      |
| 6                      | 63  | George Russell    | Mercedes                   | 1:41.784           | 1:41.254           | 1:41.260           | 6      |
| 7                      | 22  | Yuki Tsunoda      | Red Bull Racing-Honda RBPT | 1:41.840           | 1:41.245           | 1:41.284           | 7      |
| 8                      | 6   | Isack Hadjar      | Racing Bulls-Honda RBPT    | 1:41.572           | 1:41.281           | 1:41.310           | 8      |
| 9                      | 30  | Liam Lawson       | Racing Bulls-Honda RBPT    | 1:41.748           | 1:41.297           | 1:41.328           | 9      |
| 10                     | 5   | Gabriel Bortoleto | Kick Sauber-Ferrari        | 1:41.908           | 1:41.336           | 1:42.387           | 10     |
| 11                     | 31  | Esteban Ocon      | Haas-Ferrari               | 1:41.884           | 1:41.525           |                    | 11     |
| 12                     | 87  | Oliver Bearman    | Haas-Ferrari               | 1:41.617           | 1:41.617           |                    | 12     |
| 13                     | 10  | Pierre Gasly      | Alpine-Renault             | 1:41.800           | 1:41.633           |                    | 13     |
| 14                     | 27  | Nico Hülkenberg   | Kick Sauber-Ferrari        | 1:41.844           | 1:41.707           |                    | 14     |
| 15                     | 55  | Carlos Sainz jr.  | Williams-Mercedes          | 1:41.691           | 1:41.758           |                    | Pit *1 |
| 16                     | 44  | Lewis Hamilton    | Ferrari                    | 1:41.939           |                    |                    | Pit *2 |
| 17                     | 43  | Franco Colapinto  | Alpine-Renault             | 1:42.022           |                    |                    | 15     |
| 18                     | 12  | Kimi Antonelli    | Mercedes                   | 1:42.139           |                    |                    | Pit *2 |
| 19                     | 14  | Fernando Alonso   | Aston Martin-Mercedes      | 1:42.385           |                    |                    | Pit *2 |
| 20                     | 18  | Lance Stroll      | Aston Martin-Mercedes      | 1:42.502           |                    |                    | 16     |
| Q1 107% tijd: 1:48.080 |     |                   |                            |                    |                    |                    |        |
| Bron: formula1.com     |     |                   |                            |                    |                    |                    |        |

*1 Carlos Sainz jr. moest vanuit de pit starten omdat er aan zijn wagen is gewerkt onder Parc fermé condities.

*2 Lewis Hamilton, Kimi Antonelli, Fernando Alonso moesten vanuit de pit starten vanwege het overschrijden van het quota motoronderdelen en omdat er aan hun wagens is gewerkt onder Parc fermé condities.

## Wedstrijd
Oscar Piastri behaalde de achtste Grand Prix-overwinning in zijn carrière.
| Pos.               | Nr. | Coureur           | Constructeur               | Rondes | Tijd / Oorzaak Uitval | Grid | Punten |
| ------------------ | --- | ----------------- | -------------------------- | ------ | --------------------- | ---- | ------ |
| 1                  | 81  | Oscar Piastri     | McLaren-Mercedes           | 44     | 1:25:22.601           | 2    | 25     |
| 2                  | 4   | Lando Norris      | McLaren-Mercedes           | 44     | +3.415                | 1    | 18     |
| 3                  | 16  | Charles Leclerc   | Ferrari                    | 44     | +20.185               | 3    | 15     |
| 4                  | 1   | Max Verstappen    | Red Bull Racing-Honda RBPT | 44     | +21.731               | 4    | 12     |
| 5                  | 63  | George Russell    | Mercedes                   | 44     | +34.863               | 6    | 10     |
| 6                  | 23  | Alexander Albon   | Williams-Mercedes          | 44     | +39.926               | 5    | 8      |
| 7                  | 44  | Lewis Hamilton    | Ferrari                    | 44     | +40.679               | Pit  | 6      |
| 8                  | 30  | Liam Lawson       | Racing Bulls-Honda RBPT    | 44     | +52.033               | 9    | 4      |
| 9                  | 5   | Gabriel Bortoleto | Kick Sauber-Ferrari        | 44     | +56.434               | 10   | 2      |
| 10                 | 10  | Pierre Gasly      | Alpine-Renault             | 44     | +1:12.714             | 13   | 1      |
| 11                 | 87  | Oliver Bearman    | Haas-Ferrari               | 44     | +1:13.145             | 12   |        |
| 12                 | 27  | Nico Hülkenberg   | Kick Sauber-Ferrari        | 44     | +1:13.628             | 14   |        |
| 13                 | 22  | Yuki Tsunoda      | Red Bull Racing-Honda RBPT | 44     | +1:15.395             | 7    |        |
| 14                 | 18  | Lance Stroll      | Aston Martin-Mercedes      | 44     | +1:19.831             | 16   |        |
| 15                 | 31  | Esteban Ocon      | Haas-Ferrari               | 44     | +1:26.063             | 11   |        |
| 16                 | 12  | Kimi Antonelli    | Mercedes                   | 44     | +1:26.721             | Pit  | S      |
| 17                 | 14  | Fernando Alonso   | Aston Martin-Mercedes      | 44     | +1:27.924             | Pit  |        |
| 18                 | 55  | Carlos Sainz jr.  | Williams-Mercedes          | 44     | +1:32.024             | Pit  |        |
| 19                 | 43  | Franco Colapinto  | Alpine-Renault             | 44     | +1:35.250             | 15   |        |
| 20                 | 6   | Isack Hadjar      | Racing Bulls-Honda RBPT    | 43     | +1 ronde              | 8    |        |
| Bron: formula1.com |     |                   |                            |        |                       |      |        |

S Kimi Antonelli reed voor de tweede keer in zijn carrière een snelste ronde.

## Tussenstanden wereldkampioenschap
Betreft tussenstanden voor het wereldkampioenschap na afloop van de race.

### Coureurs
| Pos. | Nr. | Coureur           | Constructeur               | Punten |
| ---- | --- | ----------------- | -------------------------- | ------ |
| 1    | 81  | Oscar Piastri     | McLaren-Mercedes           | 266    |
| 2    | 4   | Lando Norris      | McLaren-Mercedes           | 250    |
| 3    | 1   | Max Verstappen    | Red Bull Racing-Honda RBPT | 185    |
| 4    | 63  | George Russell    | Mercedes                   | 157    |
| 5    | 16  | Charles Leclerc   | Ferrari                    | 139    |
| 6    | 44  | Lewis Hamilton    | Ferrari                    | 109    |
| 7    | 12  | Kimi Antonelli    | Mercedes                   | 63     |
| 8    | 23  | Alexander Albon   | Williams-Mercedes          | 54     |
| 9    | 27  | Nico Hülkenberg   | Kick Sauber-Ferrari        | 37     |
| 10   | 31  | Esteban Ocon      | Haas-Ferrari               | 27     |
| 11   | 6   | Isack Hadjar      | Racing Bulls-Honda RBPT    | 22     |
| 12   | 10  | Pierre Gasly      | Alpine-Renault             | 20     |
| 13   | 18  | Lance Stroll      | Aston Martin-Mercedes      | 20     |
| 14   | 30  | Liam Lawson       | Racing Bulls-Honda RBPT    | 16     |
| 15   | 14  | Fernando Alonso   | Aston Martin-Mercedes      | 16     |
| 16   | 55  | Carlos Sainz jr.  | Williams-Mercedes          | 16     |
| 17   | 22  | Yuki Tsunoda      | Red Bull Racing-Honda RBPT | 10     |
| 18   | 87  | Oliver Bearman    | Haas-Ferrari               | 8      |
| 19   | 5   | Gabriel Bortoleto | Kick Sauber-Ferrari        | 6      |
| 20   | 43  | Franco Colapinto  | Alpine-Renault             | 0      |
| 21   | 7   | Jack Doohan       | Alpine-Renault             | 0      |

### Constructeurs
| Pos. | Constructeur               | Punten |
| ---- | -------------------------- | ------ |
| 1    | McLaren-Mercedes           | 516    |
| 2    | Ferrari                    | 248    |
| 3    | Mercedes                   | 220    |
| 4    | Red Bull Racing-Honda RBPT | 192    |
| 5    | Williams-Mercedes          | 70     |
| 6    | Kick Sauber-Ferrari        | 43     |
| 7    | Racing Bulls-Honda RBPT    | 41     |
| 8    | Aston Martin-Mercedes      | 36     |
| 9    | Haas-Ferrari               | 35     |
| 10   | Alpine-Renault             | 20     |